# 寶羅宮主
寶羅宮主（?—?），新羅第29代君主武烈王金春秋的夫人。
寶羅宮主见于《花郎世记》的记载，她是金春秋即位之前的夫人。她是宝宗的女儿，薛原和美室宮主的孙女，母亲是真平王的女儿良明公主。寶羅宮主有美色，與金春秋感情非常好，生下女儿古陀炤，非常得寵。古代文献《三国史记》、《三国遗事》记载金春秋的夫人就是金舒玄的女儿文明王后。

## 相关影视
- 朴恩彬 - 2009年《善德女王》MBC
- 秋素英 - 2012年《大王之梦》KBS